# Fenspiryd
Fenspiryd (łac. fenspiridum) – organiczny związek chemiczny, antagonista receptora H1, stosowany jako lek przeciwzapalny w infekcjach górnych dróg oddechowych, a także jako lek przeciwuczuleniowy i rozkurczający oskrzela o silnym działaniu. Hamuje wytwarzanie histaminy i serotoniny. Zmniejsza obrzęk błony śluzowej układu oddechowego, hamuje proces zapalny i nadmierne wydzielanie oskrzelowe.

## Wskazania
- leczenie objawowe (kaszel i odkrztuszanie) w przebiegu chorób zapalnych oskrzeli i płuc

## Przeciwwskazania
- nadwrażliwość na lek
- I trymestr ciąży
- laktacja

## Ostrożność
- osoby przewlekle przyjmujące inne leki antyhistaminowe, przeciwbólowe, inhibitory MAO, barbiturany

## Działania niepożądane
Lek jest zazwyczaj dobrze tolerowany. Do działań niepożądanych należą:
- senność (rzadko)
- nudności (rzadko)
- bóle brzucha (rzadko)
- przyspieszona akcja serca (rzadko)
- zaburzenia układu immunologicznego: rumień, wysypka, pokrzywka, obrzęk Quinckego, rumień trwały (rzadko)

## Dawkowanie
Niemowlęta i dzieci: 4 mg/kg masy ciała na dobę – to znaczy:
- o masie ciała poniżej 10 kg: 10 do 20 ml syropu na dobę
- o masie ciała powyżej 10 kg: 30 do 60 ml syropu na dobę.

Dorośli: 45 do 90 ml syropu na dobę.

## Preparaty handlowe
W Polsce był dostępny handlowo w postaci tabletek i syropu, pod nazwami np. Eurespal, Fosidal, Fenspogal, Pulneo i Elofen.
Wszystkie produkty lecznicze zawierające fenspiryd zostały wstrzymane w obrocie na podstawie decyzji Głównego Inspektoratu Farmaceutycznego 11 lutego 2019 roku. Uznano, że w zakresie zarejestrowanych wskazań stosunek korzyści do ryzyka dla substancji czynnej nie jest korzystny.
Po szczegółowym przeglądzie dostępnych danych dotyczących bezpieczeństwa, ze względu na znaczące ryzyko wywoływania przez lek poważnych zaburzeń czynności serca (wydłużenie QT, torsade de pointes), w maju 2019 roku rozpoczęto procedurę wycofywania produktów zawierających fenspiryd z rynków Unii Europejskiej.